# 16192 Laird
16192 Laird (2000 AU207) là một tiểu hành tinh vành đai chính được phát hiện ngày 4 tháng 1 năm 2000 bởi Spacewatch ở Kitt Peak.